# Gnophos difficilis
Gnophos difficilis är en fjärilsart som beskrevs av Alphéraky 1883. Gnophos difficilis ingår i släktet Gnophos och familjen mätare. Inga underarter finns listade i Catalogue of Life.